# Ułamki proste
Ułamki proste – składniki pewnej sumy, w postaci której przedstawia się dowolną funkcję wymierną, w której stopień licznika jest mniejszy od stopnia mianownika. Każdy ułamek prosty jest ułamkiem o następujących własnościach:
- mianownik jest potęgą pewnego wielomianu nierozkładalnego,
- licznik jest wielomianem stopnia mniejszego od stopnia nierozkładalnego wielomianu występującego w mianowniku (niepodniesionego do żadnej potęgi większej od 1).

Każdą funkcję wymierną można przedstawić jako sumę pewnego wielomianu i pewnej funkcji wymiernej, w której stopień wielomianu w liczniku jest mniejszy od stopnia wielomianu w mianowniku. Przedstawienie tej ostatniej funkcji wymiernej w postaci sumy ułamków prostych nazywa się rozkładem funkcji na ułamki proste.
To, jakie wielomiany są nierozkładalne, zależy od ciała, nad którym je rozważamy. Przykładowo, w ciele liczb rzeczywistych istnieją wielomiany nierozkładalne stopnia 1 i 2, w ciele liczb zespolonych jedynie stopnia 1, zaś w ciele liczb wymiernych istnieją wielomiany nierozkładalne dowolnie wysokich stopni.
Rozkład na ułamki proste ułatwia obliczanie całek, a także rozwiązywanie równań różniczkowych.

## Możliwe postaci ułamka prostego
W ciele ułamków nad pierścieniem wielomianów o współczynnikach rzeczywistych:
1. {\displaystyle {\frac {b}{(x-a)^{n}}},\quad n\geqslant 1}
2. {\displaystyle {\frac {ex+f}{(ax^{2}+bx+c)^{n}}},\quad n\geqslant 1,~~b^{2}-4ac<0}

W ciele ułamków nad pierścieniem wielomianów o współczynnikach zespolonych
1. {\displaystyle {\frac {b}{(x-a)^{n}}},\quad n\geqslant 1}

## Przykłady rozkładu
- {\displaystyle {\frac {f(x)}{(x-a)^{3}}}={\frac {A}{(x-a)}}+{\frac {B}{(x-a)^{2}}}+{\frac {C}{(x-a)^{3}}},} tutaj {\displaystyle \deg(f)<3;}
- {\displaystyle {\frac {f(s)}{(s+3)(s+1)^{4}}}={\frac {A}{s+1}}+{\frac {B}{(s+1)^{2}}}+{\frac {C}{(s+1)^{3}}}+{\frac {D}{(s+1)^{4}}}+{\frac {E}{(s+3)}},} tutaj {\displaystyle \deg(f)<5;}
- {\displaystyle {\frac {1}{(s^{2}+1)(s+1)^{2}}}={\frac {As+B}{s^{2}+1}}+{\frac {C}{(s+1)^{2}}}+{\frac {D}{s+1}}}

Aby znaleźć współczynniki {\displaystyle A,B,C,D,\ldots } stosuje się metodę współczynników nieoznaczonych. W tym celu wystarczy prawą stronę sprowadzić do wspólnego mianownika i wielomian w jej liczniku uporządkować według zmiennej. Na przykład w ostatnim punkcie powstanie wielomian
{\displaystyle (A+D)s^{3}+(2A+B+C+D)s^{2}+(A+2B+D)s+(B+C+D)}
Przyrównując współczynniki przy kolejnych potęgach zmiennej {\displaystyle s} do odpowiednich współczynników wielomianu z lewej strony (tu jest wielomian stały) otrzymuje się układ równań, po rozwiązaniu którego otrzymuje się wartości współczynników {\displaystyle A,B,C,D.}